# Ситников Микита Олегович
Микита Олегович Ситников (нар. 23 червня 2004, Дніпропетровськ, Україна) — український футболіст, півзахисник клубу ЮКСА.

## Клубна кар'єра
Народився в Дніпропетровську. Вихованець місцевих клубів «Лідер» (Дн), АФК «Дніпро-2004», «Дніпро» (Дн) та ДВУФК.
У січні 2021 року перебрався до юнацької команди «Олександрії». У футболці першої команди дебютував 26 жовтня 2021 року в переможному (5:2) виїзному поєдинку 1/8 фіналу кубку України проти харківського «Металіста 1925». Микита вийшов на поле на 90+3-ій хвилині, замінивши Юрія Копину.
У липні 2023 року став гравцем одеського «Чорноморця».

## Кар'єра в збірній
У 2020 році провів 2 поєдинки у футболці юнацької збірної України (U-16).